# Skeatia simulator
Skeatia simulator là một loài tò vò trong họ Ichneumonidae.